# Мариус Хедеман
Мариус Сопхус Фредерик Хедеман (на датски: Marius Sophus Frederik Hedemann) е датски висш офицер, генерал-лейтенант. Участник в Руско-турската война (1877-1878).

## Биография
Мариус Хедеман е роден на 21 януари 1836 г. в гр. Копенхаген, Дания.
Посвещава се на военното поприще. След завършване на кадетско училище започва действителна военна служба със звание лейтенант. През 1859 г. завършва Кралския военен колеж и служи като военен топограф. Като дивизионен адютант участва в Датско-пруската война (1864).
Служи в Топографския отдел на Министерството на войната (1868) и адютант на военния министър (1870). От края на 1870 г. е фигел-адютант на крал Кристиан IX и командир на кралската гвардия (1876).
По време на Руско-турската война (1877 – 1878) е личен кралски представител в Действащата руска армия на Балканския полуостров. Едновременно е военен кореспондент на датски вестници.
Командир на XXIII батальон (1880). Полковник от 1885 г. и началник на Тактическия отдел на Генералния щаб. Командир на VI полк (1889). Повишен е в звание генерал-майор и получава назначение като бригаден командир (1893). Депутат в Датския парламент (1890). Началник на Генералния щаб и генерал-лейтенант (1901).